# Yūsuke Murakami
Yūsuke Murakami (japanisch 村上 佑介 Murakami Yūsuke; * 27. April 1984 in der Präfektur Tokio) ist ein japanischer Fußballspieler.

## Karriere
Murakami erlernte das Fußballspielen in der Universitätsmannschaft der Juntendo-Universität. Seinen ersten Vertrag unterschrieb er 2008 bei Kashiwa Reysol. Der Verein spielte in der höchsten Liga des Landes, der J1 League. Am Ende der Saison 2009 stieg der Verein in die J2 League ab. 2010 wurde er mit dem Verein Meister der J2 League und stieg in die J1 League auf. Für den Verein absolvierte er 40 Ligaspiele. Im Juli 2011 wechselte er zum Ligakonkurrenten Albirex Niigata. Für den Verein absolvierte er 48 Erstligaspiele. 2014 wechselte er zum Zweitligisten Ehime FC. Für den Verein absolvierte er 50 Ligaspiele. 2016 wechselte er zum Ligakonkurrenten V-Varen Nagasaki. Für den Verein absolvierte er 38 Ligaspiele. Ende 2017 beendete er seine Karriere als Fußballspieler.

## Erfolge
Kashiwa Reysol
- J1 League

Meister: 2011
- Kaiserpokal

Finalist: 2008